# Нижняя Елюзань
Ни́жняя Елюза́нь (тат. Түбән Әләзән) — село в Городищенском районе Пензенской области.

## География
Находится в 8 км к северо-востоку от села Средняя Елюзань, в 28 км к юго-востоку от Городища, в 68 км к востоку от Пензы. Расположено на левом берегу Кадады в месте впадения в неё реки Елюзань.
По южной окраине проходит автодорога М5, от неё на юг отходит дорога в Русский Камешкир (на Саратов). Ближайшая доступная ж.-д. станция находится в посёлке Чаадаевка (8 км к северо-западу, на линии Москва — Самара).

## Численность населения
| 1747  | 1762  | 1859  | 1877  | 1897  | 1911  | 1926  |
| ----- | ----- | ----- | ----- | ----- | ----- | ----- |
| 860   | ↘725  | ↗994  | ↗1284 | ↗1677 | ↗2137 | ↗2234 |
| 1930  | 1939  | 1959  | 1970  | 1979  | 1989  | 1996  |
| ↗2610 | ↘1899 | ↗1989 | ↗2464 | ↗2582 | ↘2456 | ↘2388 |
| 2002  | 2010  |       |       |       |       |       |
| ↘2177 | ↗2290 |       |       |       |       |       |

Национальный состав (2010): татары — 82 %, русские — 3 %, не указали национальную принадлежность — 14 %.

## Социальная сфера, транспорт
В селе действует 1 общеобразовательная школа, 1 амбулатория, 2 мечети.
Село связано с Пензой автобусным маршрутом № 522, курсирующим ежедневно.

## История
Населённый пункт основан в 1684 году служилыми татарами. Под современным названием известно с 1700 года.
Село является родиной героя Советского Союза Кержнева Тагира Колюковича, отличившегося при форсировании Одера во время ВОВ.

## Религия
В селе две мечети